# Pell Engineering Company
Pell Engineering Company war ein britischer Hersteller von Automobilen.

## Unternehmensgeschichte
Tim Pell gründete 1996 das Unternehmen in Bradford in der Grafschaft West Yorkshire. Er begann mit der Produktion von Automobilen und Kits. Der Markenname lautete Pell. 2006 endete die Produktion. Insgesamt entstanden etwa acht Exemplare.
Blaze Motorsport übernahm 2006 die Produktion eines Modells und vertrieb es unter eigenem Markennamen.

## Fahrzeuge
Das einzige Modell war der Genesis. Die Basis bildete ein Spaceframe-Rahmen. Darauf wurde eine türlose offene zweisitzige Karosserie aus Fiberglas montiert. Der Motor war in Mittelmotorbauweise hinter den Sitzen montiert. Anfangs trieb ein Motorradmotor von der Kawasaki ZZR 1100 mit 1100 cm³ Hubraum und 145 PS die Hinterachse über eine Kette an. Später war auch der Vierzylindermotor vom Peugeot 205 erhältlich.
Außerdem stellte das Unternehmen Hardtops für eine Nachbildung des AC Cobra von Roadcraft UK her.